# Звуковая мощность
РМРО (англ. peak music power output) — пиковая музыкальная мощность — стандарт измерения мощности динамика/акустической системы, достигаемой при максимально возможном (пиковом) уровне музыкального сигнала. Другими словами, это означает максимальную громкость, которую может выдержать система без повреждений в течение короткого времени. Для определения мощности РМРО не существует стандартной процедуры измерения (мощность сигнала, продолжительность), каждый производитель выбирает её самостоятельно. Поэтому даже нельзя сравнивать показатели РМРО продукции разных производителей и, следовательно, невозможно установить линейную зависимость между этими двумя параметрами. 
В быту мощность PMPO часто называют «китайскими ваттами», по причине традиционной маркировки ею массовой продукции бюджетного сектора (музцентры, радиоприёмники, магнитолы и т. п. от различных производителей в том числе крупнейших брендов) и применяя к ней такой расхожий стереотип как «дёшево — значит китайское», считая данный показатель неоправданно завышающим значение в рекламных целях.
Среднеквадратическая мощность (англ. Root Mean Squared, RMS) — среднеквадратическое значение мощности, ограниченной заданным уровнем нелинейных искажений.
Она вычисляется, как произведение среднеквадратических значений напряжения и тока, при эквивалентном количестве теплоты, создаваемой постоянным током. То есть, эта мощность численно равна квадратному корню из произведения квадратов усредненных величин напряжения и тока. В аудиотехнике среднеквадратическое значение мощности (RMS) соответствует мощности источника синусоидального сигнала с частотой 1 кГц, при которой коэффициент нелинейных искажений (КНИ, THD) равен 10 %.
Для синусоидального сигнала среднеквадратичное значение меньше амплитудного в 1,41 раз. Часто на бытовой аппаратуре мощность в RMS указывается суммарно по всем каналам системы. Так например, если акустическая система состоит из двух сателлитов мощностью по 15 ватт каждый и сабвуфера мощностью 30 ватт, при этом производитель может указать общую мощность, как 2х15 Вт + 30 Вт (RMS), а продавец — как 60 Вт (RMS), что не будет соответствовать действительности, так как, в этом случае, она не будет эквивалентна системе, имеющей мощность 60 Вт (RMS) по всей ширине полосы воспроизводимых частот.
Стандартные условия измерения мощности бытовых усилителей:
- номинальное сопротивление активной нагрузки — 4, 6 или 8 Ом,
- частота синусоидального сигнала при измерении — 1 кГц,
- коэффициент нелинейных искажений — 1 % для номинальной мощности, 10 % — для максимальной мощности.

Для акустических систем также применимы следующие стандарты мощностей:
Максимальная (предельная) шумовая (паспортная) мощность (англ. power handling capacity), характеризующая устойчивость акустической системы к тепловым и механическим повреждениям при длительной (в течение 100 ч) работе с шумовым сигналом типа «розовый шум», спектр которого приближается к спектру реальных музыкальных сигналов;
Максимальная (предельная) долговременная мощность (англ. long-term maximum input power) — электрическая мощность шумового сигнала, при которой акустическая система может работать без повреждений в течение 1 мин, при десятикратных испытаниях с интервалом 2 мин.
Максимальная (предельная) кратковременная шумовая мощность (англ. short-term maximum input power) — электрическая мощность шумового сигнала, при которой акустическая система может работать без повреждений в течение 1 с, при шестидесятикратных испытаниях с интервалом 1 мин.